# Calandrinia translucens
Calandrinia translucens är en källörtsväxtart som beskrevs av Obbens. Calandrinia translucens ingår i släktet sidenblommor, och familjen källörtsväxter. Inga underarter finns listade i Catalogue of Life.